# Distrito de Chagres
El distrito de Chagres es una de las divisiones que conforma la provincia de Colón, situado en la República de Panamá.

## División político-administrativa
Está conformado por siete corregimientos:
- Nuevo Chagres
- Achiote
- El Guabo
- La Encantada
- Palmas Bellas
- Piña
- Salud